# Отряд Сису
Отряд Сису (фин. Osasto Sisu, венг. Sisu Különítmény) или Отделение Сису — финское воинское подразделение времён Зимней войны, составленное преимущественно из венгерских добровольцев и сражавшееся на фронте с 8 января по 13 марта 1940.

## История
CCCP напал на Финляндию 30 ноября 1939. Практически сразу финнское правительство стало получать большую иностранную помощь: вооружение и припасы ей поставляли различные страны Европы (как страны «оси» и их союзники, так и британско-французский альянс). На стороне Финляндии сражались добровольцы из разных стран: в январе 1940 года из группы венгерских добровольцев стала образовываться большая боевая группа под командованием финского офицера, капитана Бертиля Нордлунда, получившая название отряда Сису. В составе отряда Сису были различные подразделения: Венгерский добровольческий батальон Имре Кемери Надя численностью 420 человек, британская рота полковника Кермита Рузвельта (сына президента США Теодора Рузвельта) численностью 158 человек, а также 155 добровольцев из иных стран. Офицерский состав насчитывал 24 человека. В отряде были также 56 эмигрантов из Эстонии, не принявших советскую власть.
Отряд не успел поучаствовать толком в боевых действиях, поскольку был сформирован слишком поздно и пополнялся очень медленно. Венгры присоединились к отряду как отдельное подразделение. В итоге 13 марта отряд был расформирован, хотя добровольцы продолжали ехать в финские вооружённые силы и после заключения мирного договора с СССР. Венгры вернулись домой в мае 1940 года.
Отделение Сису очень медленно росло в числе, и когда уже был подписан мирный договор и закончилась война, к 13 марта там было только 153 добровольца из разных стран. Эта цифра не включает в себя венгров, которые присоединились к отделению как отдельное подразделение (сами по себе). Даже после 13 марта тонкий ручеёк людей продолжал пополнять ряды, так что своей наибольшей численности отделение достигло 20 февраля – 212 человек.